# Joel Estay
Joel Antonio Estay Silva (* 12. März 1978 in Cabildo) ist ein ehemaliger chilenischer Fußballspieler, der hauptsächlich als Stürmer eingesetzt wurde.

## Karriere
Joel Estay begann 1999 seine Karriere bei Deportes La Ligua in der Tercera División und wechselte ein Jahr später zu Ligakonkurrent Unión La Calera, der im selben Jahr in die Segunda División aufstieg. Bis zu seinem Wechsel Mitte 2003 in die Primera División zum CD Palestino blieb er bei La Calera. Im Jahr 2004 verpflichtete Universidad Católica den Stürmer, der bei seinem neuen Klub an der Seite von José Villanueva auflief. Nach der Entlassung des Trainers Oscar Garré plante der neue Trainer Jorge Pellicer 2005 nicht mehr mit Estay, woraufhin er den Hauptstadtklub in Richtung Everton verließ. Dort wurde er in seiner ersten Spielzeit, der Apertura 2005, mit 13 Treffern Torschützenkönig. Diesen Titel teilte er sich mit Héctor Mancilla vom CD Huachipato und Álvaro Sarabia von Deportes Puerto Montt. Im Jahr 2007 zog es Estay zu Deportes La Serena, nach nur einem Jahr kehrte er zu Unión La Calera zurück. Von 2010 bis 2014 war der Offensivakteur bei San Marcos aktiv, wobei er zunächst 2010 an Ñublense ausgeliehen worden war. Mit San Marcos stieg er zwei Mal in die Primera División auf. Nach einer Station bei Deportes Concepción beendete Estay 2016 bei Trasandino seine Karriere. Trotz seines Wunsches, einmal in Frankreich zu spielen, lief er nur für chilenische Klubs auf.

## Erfolge
Unión La Calera
- Tercera División: 2000

Deportes La Serena
- Primera B: 2012, 2013/14

## Auszeichnungen
- Torschützenkönig der chilenischen Primera División: 2005-A